# Stuverydsbäckens naturreservat
Stuverydsbäcken är ett naturreservat i Hults socken med en mindre del i Ingatorps socken i Eksjö kommun i Småland (Jönköpings län).
Reservatet omfattar 114 hektar och är skyddat sedan 2009. Området är beläget öster om Eksjö nära Bruzaholm. I norr gränsar reservatet till Västre sjö.

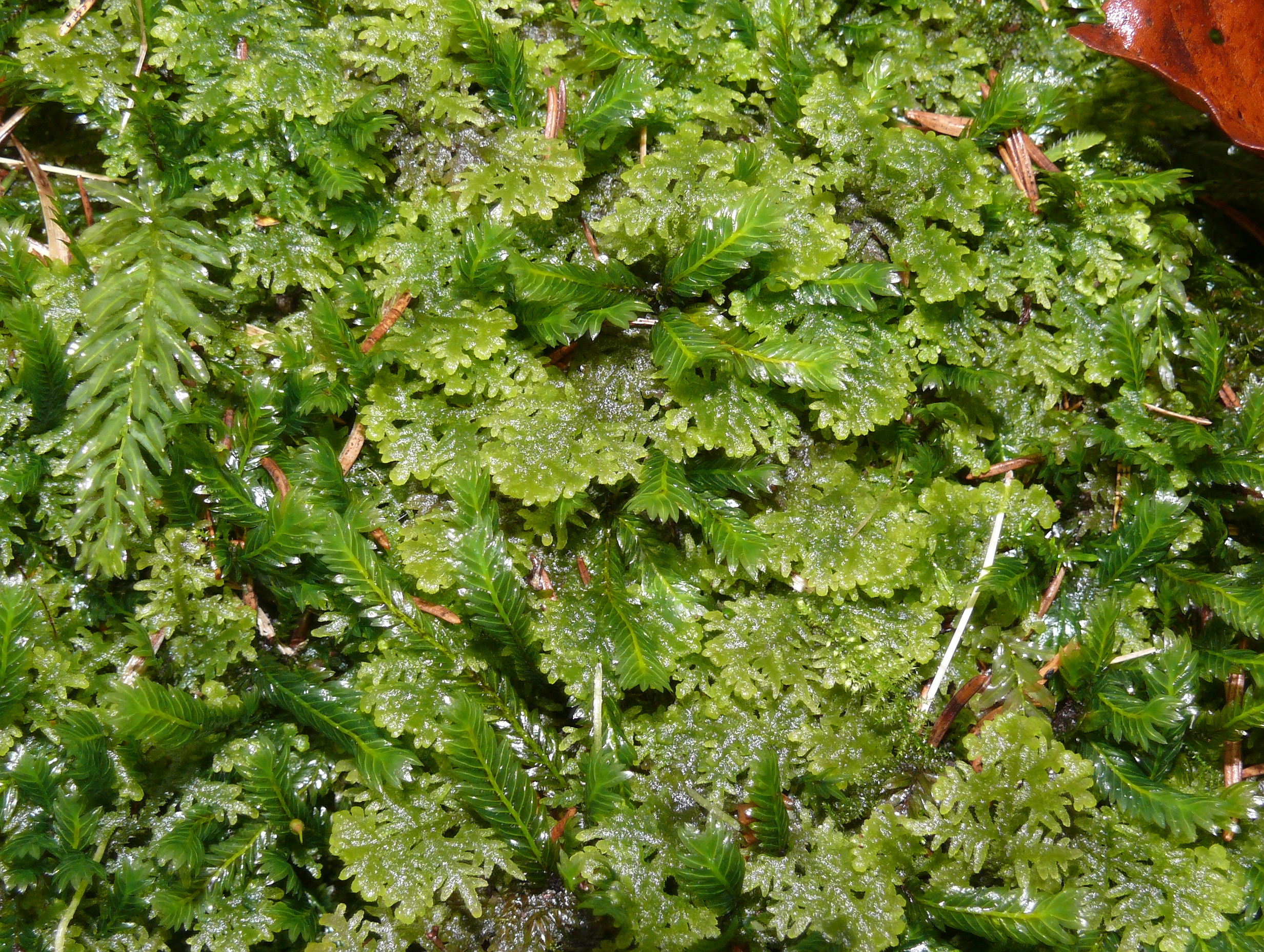
Dunmossa

Den norra delen är i folkmun känt som Skröle Hie, en brant ravin som är ca 800 meter lång och som i Småland kalls skura. Nedanför branta sidor och bland stora stenblock rinner den forsande Stuverydsbäcken. Miljön har hög luftfuktighet och bidrar till artrikedom. Där kan man finna ovanliga arter som dunmossa, skuggmossa och gränsticka. I övrigt finns där gott om gamla träd, rödlistade mossor, lavar och svampar. På marken hittar man stora kuddar med blåmossa.
Terrängen i området är kuperad. På höjderna växer hällmarkstallskog. I sänkorna är granen vanligare. Området består annars av en löv- och barrblandskog. Marken är fylld av stora block. Bäcken har en unik livskraftig öringstam.
Det finns många små stigar men även större iordninggjorda med broar och ramper för att kunna ta sig ner i Skröle Hie. Ett elljusspår och Höglandsleden berör reservatet.